# Carriço
Carriço é uma povoação portuguesa sede da Freguesia de Carriço do Município de Pombal, freguesia com 83,05 km² de área e 3330 habitantes (censo de 2021), tendo, por isso, uma densidade populacional de 40,1 hab./km².
A freguesia do Carriço situa-se na zona litoral centro, a norte do Distrito de Leiria, no Município de Pombal. É a terceira maior freguesia do município, 60% da qual ocupada por floresta, com destaque para a Mata Nacional do Urso, que se insere na mesma zona do antigo pinhal de Leiria, mandado plantar por D. Dinis. Esta área é constituída maioritariamente, por pinheiro bravo, mas também por outras plantas e arbustos, como o carex arenae, conhecido por “moita de carriços” o qual acabou por dar o nome à freguesia.
Localizada no extremo oeste de Pombal, Carriço é a “porta” do concelho para o oceano Atlântico.
A freguesia foi criada pelo decreto-lei n.º 42.809, de 19/01/1960, com lugares da Freguesia de Louriçal.

## Localidades
Além da sede, a freguesia compreende as seguintes localidades:
Abelheira - Abrigada - Alhais - Antões do Além - Barraca das Correntes - Barranha - Barroca - Brejos Velhos - Cabeço - Cabeço Muito Gordo - Caniceiras - Canto do Catarino - Carquejeira - Carvalha - Carvalhas - Casas Brancas - Caxaria - Claras - Covas - Facaia - Fontinha - Juncal - Juncal Gordo - Lagoa do Boi - Louriçal (Estação dos Caminhos de Ferro) - Maias - Marinha da Guia - Matos do Carriço - Matos Velhos - Mós - Murra - Osso da Baleia - Portelinha - Queimada - Regato - Serrinhas - Silveirinha Grande - Silveirinha Pequena - Terreirinhos - Vale de Lezide - Vale do Gigante - Valeira do Junco - Valeiras - Vieirinhos

## Demografia
A população registada nos censos foi:
| Distribuição da População por Grupos Etários | Distribuição da População por Grupos Etários | Distribuição da População por Grupos Etários | Distribuição da População por Grupos Etários | Distribuição da População por Grupos Etários |
| -------------------------------------------- | -------------------------------------------- | -------------------------------------------- | -------------------------------------------- | -------------------------------------------- |
| Ano                                          | 0-14 Anos                                    | 15-24 Anos                                   | 25-64 Anos                                   | > 65 Anos                                    |
| 2001                                         | 654                                          | 592                                          | 1991                                         | 635                                          |
| 2011                                         | 536                                          | 393                                          | 1981                                         | 743                                          |
| 2021                                         | 342                                          | 357                                          | 1728                                         | 903                                          |